# Cimetasti tinamu
Cimetasti tinamu (lat. Crypturellus cinnamomeus) je vrsta ptice iz roda Crypturellus iz reda tinamuovki. Živi u vlažnim šumama do 1850 metara nadmorske visine. Uobičajeno se nalazi u tropskim i subtropskim dijelovima središnjeg Meksika.

## Opis
Dug je oko 27-29 centimetara, a težak je 440 grama. Gornji dijelovi tijela su smeđi, s crnkastim tragovima po leđima, kukovima i krilima. Donji dijelovi su malo blijeđe smeđe boje. Prsa su cimetasto smeđa, trbuh je siv, a podrepni dio je bijelkast. Glava je smeđa, a noge su crvenkaste.
Hrani se plodovima ili sjemenkama s tla ili niskih grmova. Također se hrani i malom količinom dijelova biljaka i manjim beskralježnjaka. Mužjak inkubira jaja. U gnijezdu se nalazi najčešće tri do sedam sjajnih jaja ljubičaste boje. Inkubacija obično traje 2-3 tjedna.

## Taksonomija
Cimetasti tinamu ima devet podvrsta. To su:
- C. cinnamomeus cinnamomeus (nominativna podvrsta) živi u jugoistočnom Meksiku (Chiapas), Salvadoru, Gvatemali i Hondurasu.
- C. cinnamomeus occidentalis žiiv na obali zapadnog Meksika; Sinaloa, Nayarit, Jalisco, Colima, Michoacán, i Guerrero.
- C. cinnamomeus mexicanus živi na obali sjeveroistočnog Meksika; Tamaulipas, sjeverni Veracruz i Puebla.
- C. cinnamomeus sallaei živi u južnom Meksiku; Puebla, Chiapas, Oaxaca i južni Veracruz.
- C. cinnamomeus goldmani živi u jugoistočnom Meksiku, na poluotoku Yucatan; Yucatan, Quintana Roo, Campeche, istočni Tabasco, sjeverni Petén, Gvatemala i sjeverni Belize.
- C. cinnamomeus soconuscensis živi na pacifičkoj padini Chiapasa i Oaxace.
- C. cinnamomeus vicinior živi na visoravnima Chiapasa, Gvatemale i zapadnog Hondurasa.
- C. cinnamomeus delattrii živi na pacifičkim nizinama Nikaragve.
- C. cinnamomeus praepes živi na nizinama sjeverozapadne Kostarike.

## Vanjske poveznice
|  | Zajednički poslužitelj ima još gradiva o temi Crypturellus cinnamomeus |
|  | Wikivrste imaju podatke o taksonu Crypturellus cinnamomeus             |